# Departamento de Tera
Téra es un departamento situado en la región de Tillabéri, de Níger. En diciembre de 2012 presentaba una población censada de 336 207 habitantes. Su chef-lieu es Téra.
Se ubica en el oeste de la región.

## Subdivisiones
Está formado por cinco comunas, que se muestran asimismo con población de diciembre de 2012:
Comunas urbanas
- Téra (71 648 habitantes)

Comunas rurales
- Diagourou (61 472 habitantes)
- Gorouol (66 276 habitantes)
- Kokorou (96 218 habitantes)
- Méhana (40 593 habitantes)

Hasta la reforma territorial de 2011, se incluían también en este departamento las comunas rurales de Bankilare, que actualmente forma por sí sola un departamento aparte, y Dargol y Gothèye, que actualmente forman el departamento de Gothèye.